# 카리베르투스 1세
카리베르투스 1세(Charibert I, 520년? - 567년)는 프랑크 왕국 파리 분국의 분국왕(561-567)이었다. 아들이 없어 사후 영토는 형제인 시게베르투스 1세와 킬페리쿠스 1세에 의해 분할되었다. 일설에는 클로타리우스 1세 다음의 정통 프랑크 왕(명목상)으로 간주되기도 한다.

## 가계
- 부왕 : 클로타리우스 1세
- 모후 : 인군트
  - 동생 : 군트람
  - 동생 : 시게베르투스 1세
- 계모 : 아레군트[1]
  - 이복동생 : 킬페리쿠스 1세
- 서모 : 쿤시아
  - 이복동생 : 군도발트
- 왕후 : 잉고부르가
  - 딸 : 베르타
  - 사위 : 애설버트, 켄트의 왕